# Équipe de Gambie de football
Cet article traite de l'équipe masculine. Pour l'équipe féminine, voir Équipe de Gambie féminine de football.
Actualités
L'équipe de Gambie de football représente la Gambie, sous l'égide de la Fédération de Gambie de football. La sélection nationale ne s'est encore jamais qualifiée pour la Coupe du Monde, mais a participé pour la première fois à la Coupe d'Afrique des Nations (CAN) lors de l'édition 2021 au Cameroun.

## Classement FIFA
| Année              | 1993 | 1994 | 1995 | 1996 | 1997 | 1998 | 1999 | 2000 | 2001 | 2002 | 2003 | 2004 | 2005 | 2006 | 2007 | 2008 | 2009 | 2010 | 2011 | 2012 | 2013 | 2014 | 2015 | 2016 | 2017 | 2018 |
| ------------------ | ---- | ---- | ---- | ---- | ---- | ---- | ---- | ---- | ---- | ---- | ---- | ---- | ---- | ---- | ---- | ---- | ---- | ---- | ---- | ---- | ---- | ---- | ---- | ---- | ---- | ---- |
| Classement mondial | 125  | 117  | 112  | 128  | 132  | 135  | 151  | 155  | 148  | 143  | 138  | 154  | 164  | 134  | 117  | 88   | 116  | 100  | 116  | 141  | 131  | 168  | 164  | 175  | 164  | 166  |

## Palmarès

### Parcours enCoupe du monde
| Année | Position     |      | Année         | Position |                        | Année | Position |
| 1930  | Non inscrite | 1974 | Non inscrite  | 2010     | Non qualifiée          |       |          |
| 1934  | Non inscrite | 1978 | Non inscrite  | 2014     | Non qualifiée          |       |          |
| 1938  | Non inscrite | 1982 | Non qualifiée | 2018     | Non qualifiée          |       |          |
| 1950  | Non inscrite | 1986 | Non qualifiée | 2022     | Non qualifiée          |       |          |
| 1954  | Non inscrite | 1990 | Non inscrite  | 2026     | Éliminatoires en cours |       |          |
| 1958  | Non inscrite | 1994 | Forfait       | 2030     | À venir                |       |          |
| 1962  | Non inscrite | 1998 | Non qualifiée | 2034     | À venir                |       |          |
| 1966  | Non inscrite | 2002 | Non qualifiée |          |                        |       |          |
| 1970  | Non inscrite | 2006 | Non qualifiée |          |                        |       |          |

### Parcours enCoupe d'Afrique
| Année | Position          |      | Année                         | Position |                   | Année   | Position |
| 1957  | Non inscrite      | 1982 | Tour préliminaire             | 2006     | Tour préliminaire |         |          |
| 1959  | Non inscrite      | 1984 | Tour préliminaire             | 2008     | Tour préliminaire |         |          |
| 1962  | Non inscrite      | 1986 | Tour préliminaire             | 2010     | Tour préliminaire |         |          |
| 1963  | Non inscrite      | 1988 | Tour préliminaire             | 2012     | Tour préliminaire |         |          |
| 1965  | Non inscrite      | 1990 | Forfait                       | 2013     | Tour préliminaire |         |          |
| 1968  | Non inscrite      | 1992 | Tour préliminaire             | 2015     | Tour préliminaire |         |          |
| 1970  | Non inscrite      | 1994 | Non inscrite                  | 2017     | Tour préliminaire |         |          |
| 1972  | Non inscrite      | 1996 | Forfait                       | 2019     | Tour préliminaire |         |          |
| 1974  | Non inscrite      | 1998 | Banni pour le forfait de 1996 | 2021     | Quarts de finale  |         |          |
| 1976  | Tour préliminaire | 2000 | Forfait                       | 2023     | 1er tour          |         |          |
| 1978  | Non inscrite      | 2002 | Tour préliminaire             | 2025     | À venir           |         |          |
| 1980  | Tour préliminaire | 2004 | Tour préliminaire             |          | 2027              | À venir |          |

## Liste des sélectionneurs de la Gambie
- 1987-1992 : Hans Heiniger
- 1994-28 décembre 2003 : Sang Ndong
- Septembre 2006-Mars 2007 : Antoine Hey
- 25 avril 2007-15 mai 2008 : José María Martínez López
- 21 mai 2008-1er novembre 2011 : Paul Put
- 9 janvier 2012-28 mai 2012 : Peter Bonu Johnson
- 1er juin 2012-2013 : Luciano Mancini
- 2013-Mai 2015 : Peter Bonu Johnson
- 14 mai 2015-Décembre 2015 : Raoul Savoy
- 3 février 2016-2018 : Sang Ndong
- 18 juillet 2018-23 janvier 2024 :  Tom Saintfiet
- depuis le 22 mai 2024 :  Johnathan McKinstry